# Borisław Ananiew
Borisław Ananiew (buł. Борислав Ананиев, ur. 11 grudnia 1955) – bułgarski kajakarz, kanadyjkarz. Brązowy medalista olimpijski z Moskwy.
Brał udział w dwóch igrzyskach olimpijskich (IO 76, IO 80). W 1980, pod nieobecność sportowców z części krajów tzw. Zachodu, zajął trzecie miejsce w kanadyjkowej dwójce na dystansie 500 metrów. Partnerował mu Nikołaj Iłkow. Zdobył brązowy medal mistrzostw świata w 1975 zajmując trzecie miejsce w kanadyjkowej jedynce na dystansie 500 metrów.